# Als ein Stern vom Himmel fiel
Als ein Stern vom Himmel fiel ist ein tschechisch-deutsch-slowakischer Fernsehfilm des Regisseurs Karel Janák aus dem Jahr 2020. Der Märchenfilm wurde an Heiligabend 2020 im tschechischen Fernsehen erstausgestrahlt.

## Handlung
Zu Beginn der Weihnachtszeit wird die Verlobung von Tagesstern und dem hellsten Stern des Himmels, Sirius, bekannt gegeben. Tagesstern freut sich auf die Hochzeit, doch Sirius ist mehr mit sich selbst und seinem Äußeren beschäftigt, als an seine Verlobte zu denken.
Auf der Erde beginnen die Weihnachtsvorbereitungen. Im Dorf üben die Kinder mit ihrem Lehrer Vašek Weihnachtslieder. Das Schloss wird weihnachtlich geschmückt. Die Königin möchte, dass sich ihre Tochter Amelia auf einen Ball vorbereitet, bei dem die Prinzessin einen Prinzen wählen soll, der sie heiratet. Doch Amelia hat anderes im Sinn und möchte lieber eislaufen gehen. Beim Eislaufen wird Amelia von Vašek beobachtet. Er hat sich in die Prinzessin verliebt.
Im Himmel ist Proxima auf Tagesstern eifersüchtig. Sie selbst möchte Sirius heiraten. Daher stößt sie Tagesstern auf die Erde hinunter. Sie hofft, dass Tagesstern auf der Erde verglüht. Sterne erlöschen automatisch nach wenigen Tagen auf der Erde und zerfallen zu Staub.
Tagesstern fällt in den Holzschuppen des Lehrers. Dieser kümmert sich um Tagesstern.
Am Tag vor Heiligabend bringt der Lehrer Tagesstern mit zur Schule. Er berichtet den Kindern vom Stern von Bethlehem und im Zuge dessen auch über Sterne im Allgemeinen. Doch Tagesstern erzählt den Kindern, dass der Lehrer ihnen etwas Falsches über die Sterne berichtet. Sie teilt den Kindern viel über die Persönlichkeiten der verschiedenen Sterne mit, während der Lehrer versucht ihnen die wissenschaftlichen Erkenntnisse über die Sterne beizubringen.
Wenig später bringt Vašek den Tieren im Wald etwas Futter und beobachtet dabei verliebt die Prinzessin, die auf dem See im Wald eislaufen geht. Durch Vašeks Liebe zu der Prinzessin beginnt Tagesstern erneut zu leuchten. Sie beschließt Amelia und Vašek zusammenzubringen. Sie sorgt dafür, dass die Prinzessin in ein Loch im Eis stürzt, sodass Vašek sie retten kann. Danach bleibt Amelia die Nacht über in Vašeks Holzhaus. Sie besucht außerdem die Dorfbewohner beim traditionellen Erleuchten des Weihnachtsbaums, bei dem die Kinder Weihnachtslieder singen, die Vašek selbst komponiert hat. Amelia verliebt sich in Vašek. Sie lädt ihn und die Schulkinder zur Beleuchtung des Weihnachtsbaumes im Schloss ein. Dort singen die Kinder ihr Weihnachtslied vor Amelia und der Königin. Abends übernachten die Kinder mit ihrem Lehrer im Schloss. Amelia bittet Vašek zum Ball zu kommen und dort um ihre Hand anzuhalten.
Im Himmel interessiert sich Sirius überhaupt nicht für das plötzliche Verschwinden von Tagesstern. Nur ein namenloser Stern, der einfach nur Namenlos genannt wird, sorgt sich sehr um Tagesstern. Er versucht immer wieder Sirius davon zu überzeugen, nach dem Stern zu suchen. Proxima erfährt derweil, dass Tagesstern länger auf der Erde überleben kann, wenn sie Menschen findet, die jemanden wahrhaftig lieben. Sie beschließt auf die Erde zu gehen und selbst dafür zu sorgen, dass Tagesstern zu Asche zerfällt. Zu Hilfe kommt ihr der weiße Zwerg, der sich in Proxima verliebt hat.
Proxima kommt tatsächlich auf die Erde und schafft es, Vašek mit einem Zauber alle Gefühle zu nehmen, auch seine Liebe zur Prinzessin Amelia. Beim Prinzenball weist Vašek jeden Annäherungsversuch der Prinzessin zurück. Tagessterns Leuchtkraft verschwindet. Doch Namenlos kommt Tagesstern zur Hilfe. Mit seiner Liebe für Tagesstern gibt er ihr ihre Leuchtkraft zurück. Durch Liebe können die beiden den Zauber, der auf Vašek liegt, brechen. Vašek gesteht Amelia seine Liebe. Als Sirius schließlich erscheint, erkennt Tagesstern, dass sie ihn nicht wirklich liebt. Sie lehnt seinen Heiratsantrag ab und entscheidet sich stattdessen für Namenlos. Sirius bestraft Proxima für ihr Verhalten, indem er sie in das schwarze Loch schickt, das sie künftig putzen muss.
Bei der Weihnachtsfeier gibt die Königin schließlich ihre Zustimmung für die Hochzeit von Amelia und Vašek. Gemeinsam kehren Namenlos und Tagesstern in den Himmel zurück. Die Kinder singen ein neu komponiertes Weihnachtslied über das Wunder der Liebe zu Weihnachten.

## Besetzung und Synchronisation
Die deutschsprachige Synchronisation entstand nach den Dialogbüchern sowie unter der Dialogregie von Nicola Grupe-Arnoldi und der Produktionsleitung von Karin Diers-Grupe.
| Rolle                                        | Originalname               | Schauspieler/in       | Synchronsprecher/in    |
| -------------------------------------------- | -------------------------- | --------------------- | ---------------------- |
| Vašek                                        | Václav                     | Vojtěch Kotek         | Martin Bonvicini       |
| Tagesstern                                   | Denička                    | Tereza Ramba          | Katharina Iacobescu    |
| Prinzessin Amelia                            | Princezna Amálie           | Leonie Brill          | Leonie Brill           |
| Proxima                                      | Proxima                    | Anna Geislerová       | Natascha Geisler       |
| Sirius                                       | Sirius                     | Ondřej Sokol          | Paul Sedlmeir          |
| Namenlos                                     | Bezejmenný                 | Kryštof Hádek         | Daniel Schlauch        |
| Weißer Zwerg                                 | Bílý trpaslík              | Matěj Hádek           | Jacques Breuer         |
| Königin                                      | Královna                   | Zlata Adamovská       | Alisa Palmer           |
| Mond                                         | Měsíc                      | Martin Huba           | Walter von Hauff       |
| Nachtwächter Jacob                           | Ponocný                    | Branislav Bystrianský | Matthias Kupfer        |
| Schüler des Lehrers Vasek (Kühns Kinderchor) | Děti, žáci učitele Václava | Kühnův dětský sbor    | Grünwalder Burgspatzen |
| Hofdame 1                                    | Dvorní dáma 1              | Barbora Mošnová       |                        |
| Hofdame 2                                    | Dvorní dáma 2              | Romana Goščíková      |                        |
| Zeremonienmeister                            | Ceremoniář                 | Jan Slovák            |                        |
| Prinz Laurenzius                             | Princ Vavřinec             | Roman Štabrňák        |                        |
| Prinz Otto                                   | Princ Otakar               | Michal Dalecký        |                        |
| Primus (Stern)                               | Bifler (hvězda)            | Václav Zimmermann     |                        |

## Hintergrund
Der Film wurde erstmals am Heiligabend 2020 im tschechischen Fernsehen gezeigt. In Deutschland wurde der Film am 3. Januar 2021 beim KiKa erstausgestrahlt. Der Film entstand in einer Zusammenarbeit vom KiKa und dem tschechischen Fernsehsender Česká televize. Er wurde in der tschechischen Region Mittelböhmen gedreht. Unter den Drehorten war auch das Freilichtmuseum Orava bei Zuberec in der Nordslowakei.

## Kritiker
Die Kritiker der Fernsehzeitschrift TV Spielfilm bewerteten Als ein Stern vom Himmel fiel mit dem Daumen nach oben und bezeichneten den Film als „zauberhaft“.
Die Kritiker des Filmdiensts meinen, dass es sich um einen „liebevoll gestalteten tschechisch-deutschen Märchenfilm“ handelt. Er integriere eine „gewöhnliche Geschichte von der Kraft der Liebe und dem Sieg über das Böse“ „in einen dezent humorvollen Rahmen“.